# Anthicus formicarius
Anthicus formicarius là một loài bọ cánh cứng trong họ Anthicidae. Loài này được Goeze miêu tả khoa học năm 1777.